# Emporiaceae
Emporiaceae је фамилија изумрлих четинара из реда Voltziales. Обухвата мала еустелна дрвета са ортотропним стаблом и плагиотропним гранама. Мушке шишарке су једноставне, док су женске сложене грађе.